# Джессап Тауншип (округ Сасквеганна, Пенсільванія)
Джессап Тауншип (англ. Jessup Township) — селище (англ. township) в США, в окрузі Сасквегенна штату Пенсільванія. Населення — 464 особи (2020).

## Демографія
Згідно з переписом 2010 року, у селищі мешкало 536 осіб у 211 домогосподарстві у складі 160 родин. Було 282 помешкання
Расовий склад населення:
| - 97,0 % — білих - 0,6 % — чорних або афроамериканців - 0,4 % — корінних американців |

До двох чи більше рас належало 1,3 %. Частка іспаномовних становила 3,0 % від усіх жителів.
За віковим діапазоном населення розподілялося таким чином: 22,0 % — особи молодші 18 років, 61,2 % — особи у віці 18—64 років, 16,8 % — особи у віці 65 років та старші. Медіана віку мешканця становила 44,3 року. На 100 осіб жіночої статі у селищі припадало 97,1 чоловіків;  на 100 жінок у віці від 18 років та старших — 103,9 чоловіків також старших 18 років.
Середній дохід на одне домашнє господарство  становив 75 290 доларів США (медіана — 61 875), а середній дохід на одну сім'ю — 82 707 доларів (медіана — 68 542). Медіана доходів становила 46 250 доларів для чоловіків та 31 875 доларів для жінок. За межею бідності перебувало 8,8 % осіб, у тому числі 14,2 % дітей у віці до 18 років та 0,0 % осіб у віці 65 років та старших.
Цивільне працевлаштоване населення становило 215 осіб. Основні галузі зайнятості: сільське господарство, лісництво, риболовля — 27,9 %, виробництво — 12,6 %, будівництво — 12,6 %.